# For God and country
For God and country (en español, "Para Dios y la patria") es un álbum de Dolly Parton, publicado en el año 2003, que contiene canciones espirituales y patrióticas.

## Lista de canciones
Todas las canciones fueron escritas por Dolly Parton, excepto las señaladas.
1. "The Lord is my shepherd" (Tradicional)
2. "Star spangled banner" (Francis Scott Key)
3. "God bless the U.S.A" (Lee Greenwood)
4. "Light of a clear blue morning"
5. "When Johnny comes marching home" (Louis Lambert)
6. "Welcome home"
7. "Gee Ma, i wanna go home"
8. "Whispering hope"
9. "There will be peace in the valley"
10. "Red, white, & bluegrass"
11. "My country tis'"
12. "I'm gonna miss you"
13. "Go to hell"
14. "Ballad of the green beret" (Robin Moore, Barry Sadler)
15. "Brave little soldier"
16. "Tie a yellow ribbon round the ole rak tree" (Irwin Levine, L. Russell Brown)
17. "Color me America"
18. "The glory forever"

## Listas de popularidad
| Chart (2005)                              | Máxima Posición |
| ----------------------------------------- | --------------- |
| U.S. Billboard 200                        | 167             |
| U.S. Billboard Top Country Catalog Albums | 23              |